# João Van-Dúnem
João Braz Vieira Dias Van-Dúnem (* 1. Oktober 1952 in Luanda, Angola; † 9. Februar 2013 in Köln, Deutschland) war ein angolanischer Journalist und Medienmanager.

## Leben
João Van-Dunem wurde als Sohn von Mateus Vieira Dias Van-Dunem und Antonia Sardinha geboren. Sein Bruder war der bekannte Revolutionär Jose Van-Dunem.
Er besuchte das Liceu Salvador Correia in Luanda, wo er sein Abitur machte, danach studierte er in Lissabon an der Escola Superior de Meios de Communicaçao Journalistik sowie später in Luanda Wirtschaftswissenschaften. In dieser Zeit kämpfte er für die Unabhängigkeit Angolas und war während seiner Zeit in Lissabon und der Zeit der Nelkenrevolution Mitglied einer Zelle der MPLA zur Befreiung Angolas. Als glühender Anhänger des ersten Präsidenten der Republik Angola, Agostinho Neto, besuchte er von 1975 bis 1977 eine Militärakademie in Kuba. 1975 war er außerdem für kurze Zeit Chef des Volkssenders Radio-Televisao Popular de Angola. Nach dem Aufstand gegen den zu sehr marxistisch-lenistischen Kurs von Neto musste der gemäßigte Kommunist 1977 ins Exil flüchten, während sein prominenter Bruder Jose ermordet wurde. Seit 1978 lebte er in London im Exil. Dann arbeitete er einige Jahre der frühen 1980er Jahre in Lissabon, wo er seine journalistische Karriere bei der Zeitung "A capital" begann. Seit 1985 lebte er wieder in London. Dort war er rund 20 Jahre lang Chef der portugiesischsprachigen Sektion bei BBC Africa. In den 1980er Jahren war er außerdem Mitbegründer des Africa Jornal in Lissabon. Bis zu seinem Tode kämpfte er für ein freies und demokratisches Angola. 2005 kehrte er nach Angola zurück, nachdem er rund 27 Jahre im Ausland (vor allem in Portugal und Großbritannien) verbracht hatte.

## Medienmanager eines großen Konsortiums
2008 wurde er Manager und 2009 Chef des für Angola riesigen Medienimperiums Media Nova, das diverse Fernsehsender, Zeitungen, Radiosender und Zeitschriften im ganzen Land unterhält. Darunter auch TV Zimbo. Damit war er einer der mächtigsten Medienvertreter des aufstrebenden Schwellenlandes.

## Aufenthalt in Deutschland
Van-Dunem litt unter Krebs, der Krankheit, der er letztlich erlegen ist. Da er einen jahrelangen Kampf gegen den Krebs führte, entschied er sich für eine Behandlung in Deutschland. Dort war er in führenden Krebskliniken in Köln in Behandlung.

## Tod und Beisetzung
Am 9. Februar 2013 starb Van-Dunem im Alter von 60 Jahren in einer Kölner Klinik. Sein Leichnam wurde nach Lissabon überführt und in der Basílica da Estrela aufgebahrt. An der Gedenkmesse nahmen als Vertreter des angolanischen Staates der Gesundheitsminister von Angola, der Botschafter der Republik Angola in Portugal sowie die Generalkonsulin von Angola in Lissabon teil. Van-Dunem wurde auf einem Friedhof im Lissaboner Stadtteil Benfica beigesetzt.
Van Dunem war verheiratet und hinterlässt eine zum Zeitpunkt seines Todes minderjährige Tochter.